# Auguste Borderie
Auguste Borderie est un homme politique français né le 21 août 1861 au Puy (Gironde) et décédé le 17 septembre 1925 à Bordeaux (Gironde).
Avocat à Bordeaux en 1887, il est conseiller général du canton de Monségur en 1907 et député de la Gironde de 1910 à 1914, siégeant au groupe Radical-socialiste.

### Sources
- « Auguste Borderie », dans le Dictionnaire des parlementaires français (1889-1940), sous la direction de Jean Jolly, PUF, 1960 [détail de l’édition]